# Espeluche
Espeluche (okzitanisch Espelucha) ist ein südfranzösischer Ort und eine Gemeinde mit 1.137 Einwohnern (Stand 1. Januar 2022) im Département Drôme in der Region Auvergne-Rhône-Alpes. Zur Gemeinde gehören auch die Weiler Lalo und Saint-Romain.

## Lage
Der Ort Espeluche liegt in der Hügellandschaft im Südwesten des Départements Drôme in einer Höhe von ca. 160 m; die nächstgrößere Stadt, Montélimar, befindet sich ca. 10 km (Fahrtstrecke) nordwestlich.

## Bevölkerungsentwicklung
| Jahr                       | 1800 | 1851 | 1901 | 1954 | 1999 | 2016 |
| -------------------------- | ---- | ---- | ---- | ---- | ---- | ---- |
| Einwohner                  | 462  | 717  | 483  | 332  | 752  | 1039 |
| Quellen: Cassini und INSEE |      |      |      |      |      |      |

Der Bevölkerungsrückgang in der ersten Hälfte des 20. Jahrhunderts ist im Wesentlichen auf den Verlust an Arbeitsplätzen infolge der Mechanisierung der Landwirtschaft zurückzuführen. Der Bevölkerungsanstieg der letzten Jahrzehnte steht dagegen im Zusammenhang mit der relativen Nähe zur Stadt Montélimar und den auf dem Land deutlich günstigeren Immobilienpreisen.

## Wirtschaft
Die Einwohner des Ortes lebten jahrhundertelang als Selbstversorger von der Landwirtschaft (Feldbau und Viehzucht). Auch Wein wurde angebaut; der Ort besitzt auch heute noch das Recht zur Vermarktung seiner Weintrauben über die Appellationen Comtés Rhodaniens, Mediterranée und Drôme; es gibt zwar noch Weinfelder in der Umgebung des Ortes, doch ist kein Winzer mehr im Ort ansässig. Seit den letzten Jahrzehnten des 20. Jahrhunderts spielt der Tourismus in Form der Vermietung von Ferienwohnungen (gîtes) eine wichtige Rolle im Wirtschaftsleben des Ortes.

## Geschichte
Auf dem Gemeindegebiet wurden beim Bau der TGV-Strecke Spuren einer jungsteinzeitlichen Siedlung aus der Zeit um 5000 v. Chr. entdeckt. Auch bronzezeitliche und gallorömische Funde wurden gemacht.
Im Mittelalter gehörte die Gegend zum Besitz des Bischofs und Kreuzfahrers Adhemar de Monteil († 1098). Die Existenz des heutigen Ortes ist jedoch erst seit dem 14. Jahrhundert belegt – in dieser Zeit gab es hier ein bereits im Mittelalter gegründetes Priorat der Abtei Cluny, das allerdings bald darauf wieder verschwand. Seit dieser Zeit bis zur Französischen Revolution gehörte der im 16. Jahrhundert mit einer Stadtmauer (remparts) versehene und von den Wirren der Religionskriege verschonte Ort zum Besitz der Familie Vesc.

## Sehenswürdigkeiten

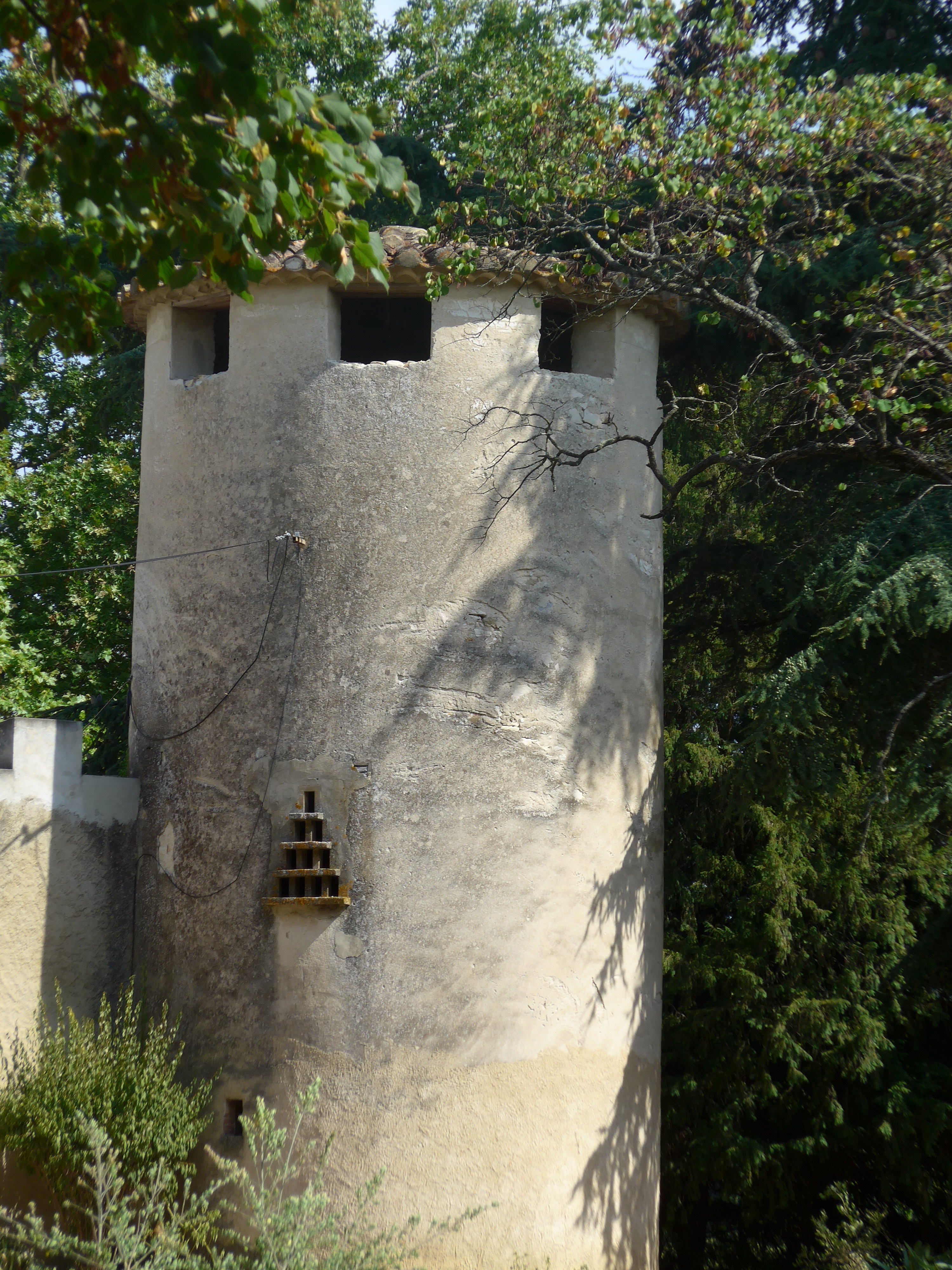
Turm des Château de Lalo

- Unterhalb des Torbogens eines Renaissancehauses mit steinernem Kreuzstockfenster in der Ortsmitte befindet sich eine sogenannte Banc de Justice – ein seltenes Zeugnis der Rechtsprechung im ausgehenden Mittelalter und in der frühen Neuzeit. Sie ist seit dem Jahr 1981 als Monument historique anerkannt.[2]
- Die schlichte einschiffige Pfarrkirche stammt aus dem 18. Jahrhundert und wurde zu Beginn des 21. Jahrhunderts restauriert.

außerhalb
- Das Château de Lalo ist eine mehrfach umgebaute und erweiterte Burg aus dem 16. Jahrhundert. Es befindet sich in Privatbesitz und ist in Teilen ebenfalls seit dem Jahr 1981 als Monument historique anerkannt.[3] Einige Ausstattungsgegenstände (vorwiegend Gemälde) stehen gesondert unter Denkmalschutz.[4]